# Français pour une nuit: Live aux Arènes de Nîmes 2009
Français pour une nuit: Live aux Arènes de Nîmes 2009 è il decimo album video del gruppo musicale statunitense Metallica, pubblicato il 23 novembre 2009 dalla Vertigo Records.

## Descrizione
Pubblicato inizialmente per il mercato francese, contiene il concerto tenuto dal gruppo all'Arena di Nîmes il 7 luglio 2009, durante il World Magnetic Tour.
Nello stesso giorno di pubblicazione del disco, uscì anche una versione deluxe costituita da un box set contenente il DVD, una versione in digipak dell'album in studio Death Magnetic, una maglietta e cinque foto.

## Tracce
1. Blackened
2. Creeping Death
3. Fuel
4. Harvester of Sorrow
5. Fade to Black
6. Broken, Beat & Scarred
7. Cyanide
8. Sad but True
9. One
10. All Nightmare Long
11. The Day That Never Comes
12. Master of Puppets
13. Dyers Eve
14. Nothing Else Matters
15. Enter Sandman
16. Stone Cold Crazy – originariamente interpretata dai Queen
17. Motorbreath
18. Seek & Destroy

## Formazione
- James Hetfield – voce, chitarra ritmica
- Kirk Hammett – chitarra solista, cori
- Robert Trujillo – basso, cori
- Lars Ulrich – batteria